# كيث جنسن
كيث جنسن (7 يناير 1988 بسان فرانسيسكو في الولايات المتحدة - ) (بالإنجليزية: Keith Jensen)‏ هو لاعب كرة سلة أمريكي في مركز هجوم صغير الجسم. لعب مع بارانجي جينبرا سان ميغيل.

## وصلات خارجية
- كيث جنسن على موقع كرة السلة الأوروبية.كوم (الإنجليزية)
- كيث جنسن على موقع ريلجم (الإنجليزية)
- كيث جنسن على موقع بروبوليرز (الإنجليزية)